# Oficina Postal de los Estados Unidos–Knickerbocker Station
La Oficina Postal de los Estados Unidos–Knickerbocker Station  es una Oficina Postal histórica ubicada en Nueva York, Nueva York. La Oficina Postal de los Estados Unidos–Knickerbocker Station se encuentra inscrita  en el Registro Nacional de Lugares Históricos desde el 11 de mayo de 1989.  

## Ubicación
La Oficina Postal de los Estados Unidos–Knickerbocker Station se encuentra dentro del condado de Nueva York en las coordenadas 40°42′50″N 73°59′31″O / 40.713889, -73.991944.